# Hanna Gaertner

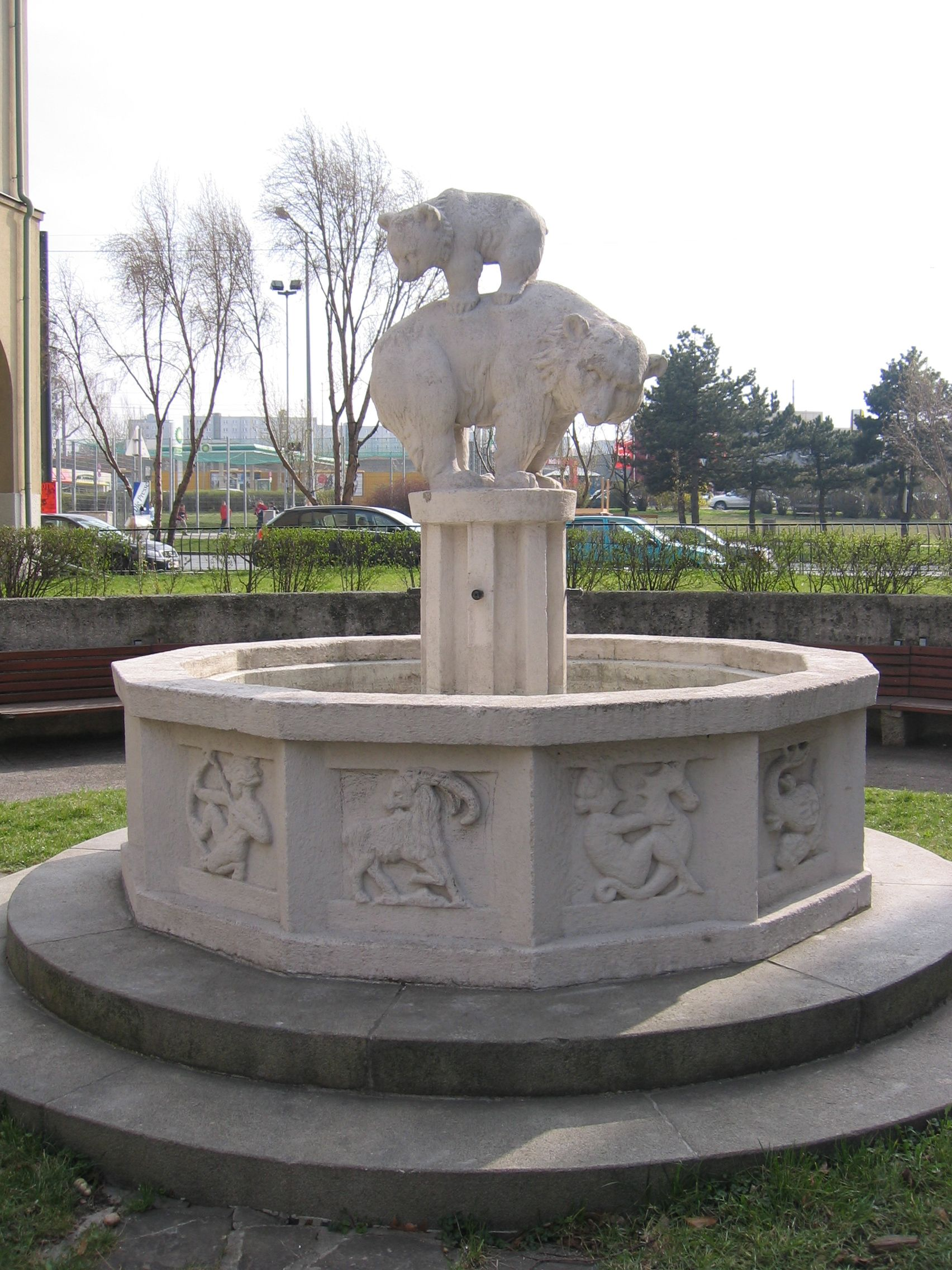
Bärenbrunnen in Margareten (1928)

Hanna Adele Gaertner, auch Gärtner (* 21. Juli 1899 in Wien; † 22. Februar 1948 in Los Angeles), war eine US-amerikanisch-österreichische Bildhauerin.

## Leben
Hanna Gaertner war die Tochter des Wiener Pathologen Gustav Gaertner und dessen Ehefrau Melanie Gaertner (geb. Schalek; 1870-ca. 1942; Schwester von Alice Schalek). Sie hatte einen Bruder.
Gaertner begann im Alter von acht Jahren mit dem Modellieren, als sie aufgrund einer Rückenmarkstuberkulose zeitweilig im Rollstuhl saß. Ihre Studien nahm sie zunächst an der Akademie in Kopenhagen auf. Von 1917 bis 1919 studierte sie an der Kunstgewerbeschule Wien bei Franz Barwig und Josef Breitner. Danach besuchte sie als erste Frau von 1920 bis 1924 die Bildhauerklasse der Akademie der bildenden Künste in Wien. Zu ihren dortigen Lehrern gehörte Josef Müllner. Nachdem sie die Allgemeine Bildhauerschule absolviert hatte, besuchte sie ab dem Wintersemester 1924/1925 Müllners Spezialschule für Bildhauerei an der Akademie. Im Abschlusszeugnis 1929 bescheinigte er ihr eine „eigenartige Begabung“ und Vielseitigkeit in Bezug auf Arbeiten in Stein, Keramik und Holz.
Nach dem Studium lebte und arbeitete Gaertner weiterhin in Wien. 1928 erhielt sie ihren ersten Auftrag von der Gemeinde Wien für einen Kalkstein-Brunnen am Margaretengürtel. Damit war sie nach Angela Stadtherr die zweite von nur drei Bildhauerinnen, die bis 1938 solche öffentlichen Aufträge bekamen. Mit Tierplastiken durch ihre Lehrer vertraut, schuf sie eine spielerische Komposition aus einer Bärin mit einem Bärenjungen auf dem Rücken, die sich in der Mitte eines polygonalen Beckens mit zwölf Tierkreiszeichen befindet. Gaertner hatte den Brunnen auch in Hinblick auf den nahegelegenen Spielplatz konzipiert, so dass er Kinder ansprach. Es folgten weitere öffentliche und private Auftragsarbeiten, vor allem Bildnisbüsten und Bauplastiken. Gaertner wurde zu einer der bedeutendsten Steinbildhauerinnen ihrer Zeit. Sie schuf auch Tierfiguren in Terrakotta und Bronze sowie Filzpuppen mit dem Aussehen bekannter Sportler und Filmstars, die unter anderem als Dekoration für die Auslage eines Modegeschäftes in Hollywood dienten.
1929 wurde Gaertner Mitglied des Künstler-Verbandes österreichischer Bildhauer. Sie beschickte von 1926 bis 1930 Ausstellungen des Wiener Künstlerhauses, vor allem mit Porträtbüsten. Von 1929 bis 1933 präsentierte sie auch Werke bei der Wiener Frauenkunst.
Gaertner ist zuletzt 1938 in einem Wiener Adressbuch nachweisbar. Wahrscheinlich emigrierte sie 1940 zusammen mit ihrer Mutter nach Kalifornien. Da Melanie Gaertner vor ihrer Konversion zum Protestantismus 1899 jüdischen Glaubens gewesen war, gehörten beide zu dem von den Nationalsozialisten verfolgten Personenkreis. 
Der US-amerikanische Verleger William Randolph Hearst beauftragte Gaertner mit dem Entwurf eines Brunnens für sein Anwesen Wyntoon in Siskiyou County, Kalifornien. Eine Replik ihres Bärenbrunnens befindet sich seit 1940 vor dem dortigen „Bear House“ (dt. „Bärenhaus“) des 1932/1933 im altdeutschen Stil errichteten „Bavarian Village“ („bayerisches Dorf“). Über Gaertners weiteres Wirken als Bildhauerin ist nichts bekannt. 
1945 erhielt Hanna Gaertner, die sich nun Hanna Gartner nannte, die US-amerikanische Staatsbürgerschaft. Sie starb 1948 in Los Angeles durch Suizid.
2014 wurde der Hanna-Gärtner-Park im Wiener Gemeindebezirk Margareten (nahe dem Bärenbrunnen) nach der Künstlerin benannt.

## Werke (Auswahl)

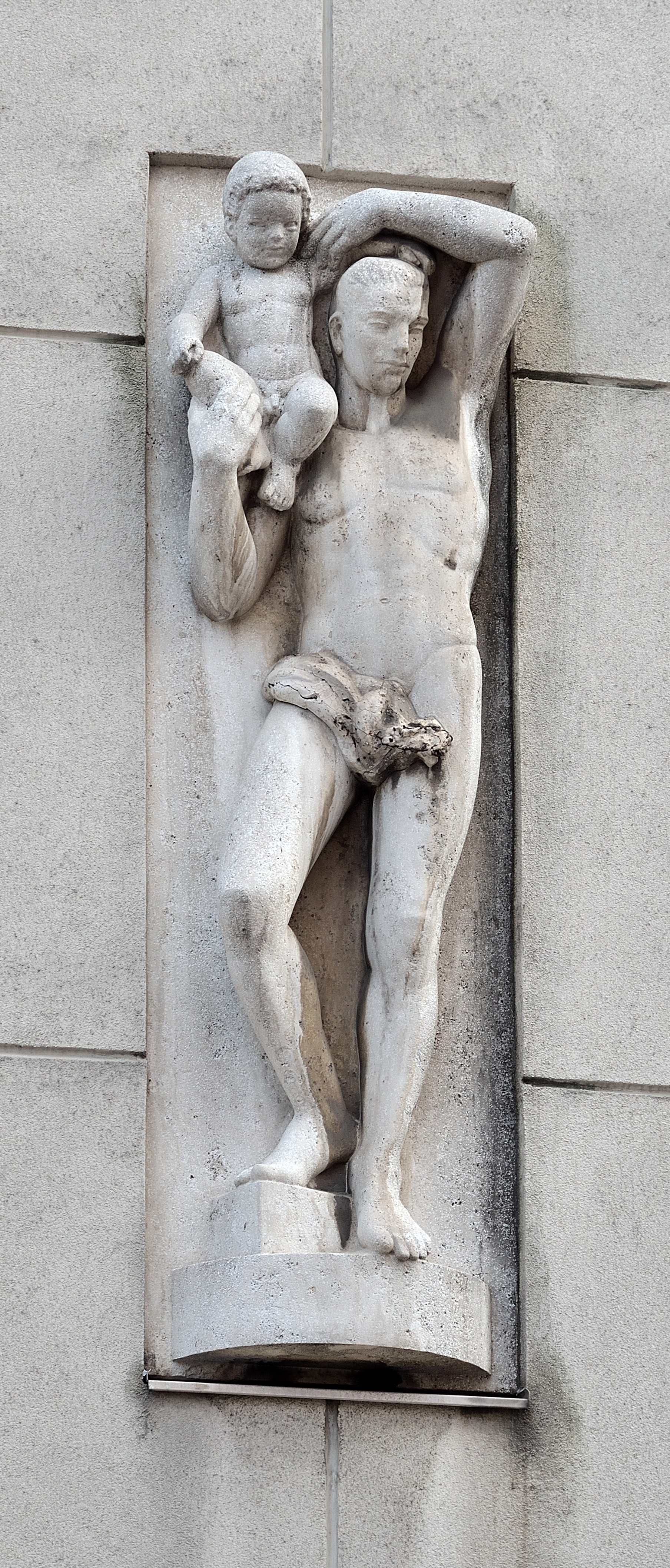
Plastik Hoffnung in Alsergrund (1933)

- Bärenbrunnen, Kalkstein, 1928, Margaretengürtel 82, Margareten
- Wilhelm Tell, holzgeschnitzt, für Neuer Markt
- Bronzebüste für Wilhelm-Winternitz-Denkmal, 1929, Kaltenleutgeben
- Büste von Hansi Niese, Bronze, 1930 ausgestellt, Verband der Künstlerinnen und Kunsthandwerkerinnen
- Anna Katharina Wyler, Terrakottabüste, um 1930, Wien Museum, Karlsplatz
- Hoffnung, Steinplastik (nackter Mann mit Kind auf den Schultern), 1933, an Wohnhaus Spitalgasse/Rummelhardtgasse, Alsergrund
- monumentale Blumenschale mit drei Kindern im Park von Schönenwerd, Schweiz
- Dame mit Hund und Herr mit Hund, Modelle für die Porzellanmanufaktur Augarten